# Iodotropheus
Рід налічує 3 види риб родини цихлові.

## Види
- Iodotropheus declivitas Stauffer 1994
- Iodotropheus sprengerae Oliver & Loiselle 1972
- Iodotropheus stuartgranti Konings 1990